# Alfred Polgar
Alfred Polgar (Vienna, 17 ottobre 1873 – Zurigo, 24 aprile 1955) è stato uno scrittore austriaco.

## Biografia
Viennese di origini ebraiche, fu un poliedrico esponente della letteratura austriaca.
I suoi scritti si evolvono insieme a lui, partendo dal tratto fin de siécle della "gaia apocalisse" per giungere alla critica sociale, di tendenze socialiste, del primo e secondo dopoguerra.

Polgar è un grande virtuoso della lingua tedesca, oltre che indiscusso maestro dell'ironia: un suo aforisma recita: "Credo nella bontà dell'uomo, ma mi fido più della sua cattiveria".

Fu un autore molto stimato in vita, che ebbe riconoscimenti da numerosi autori a lui contemporanei e a noi più noti, quali Stefan Zweig, Joseph Roth, Walter Benjamin e altri ancora.

Scrisse per oltre sessant'anni toccando vari generi, ma fu nella pubblicistica e nel feuilleton che diede il suo meglio.
Firmò anche alcune collaborazioni con il cinema e il suo nome appare il diversi lavori televisivi sia come sceneggiatore che come traduttore delle opere adattate per il piccolo schermo. Nel 1932, curò la scenografia di Zum goldenen Anker, un film diretto da Alexander Korda.

## Opere principali
- Manuale del critico (critica teatrale)
- Piccole storie senza morale (raccolta di racconti brevi scritti a partire dal 1922)

## Filmografia

### Sceneggiatore
- Ich lebe für Dich
- L'avventura del cassiere (Der brave Sünder), regia di Fritz Kortner - adattamento (1931)
- Segreto ardente (Brennendes Geheimnis), regia di Robert Siodmak - dialoghi (1933)

### Scenografo
- Zum goldenen Anker, regia di Alexander Korda